# Danayakanakere, Hospet
Danayakanakere là một làng thuộc tehsil Hospet, huyện Bellary, bang Karnataka, Ấn Độ.